# Adam Brown
Adam Brown (nascido em 29 de maio de 1980) é um ator e comediante britânico. Ele é mais conhecido por ter interpretado o anão Ori na trilogia de filmes The Hobbit e Cremble no filme Pirates of the Caribbean: Dead Men Tell no Tales.